# 樟树镇 (湘阴县)
樟树镇，中华人民共和国湖南省岳阳市湘阴县下属的一个镇，位于湘阴县南部，湘江东岸。

## 建制沿革
- 1955年，设樟树乡；
- 1958年，属火箭公社；
- 1961年，设樟树公社；
- 1984年，改称樟树乡；
- 1984年，改置樟树镇。

## 行政区划
樟树镇下辖4个居委会与22个行政村：
- 河新一居委会、姚家台二居委会、彭家巷三居委会、后街四居委会
- 亲爱村、白梅村、铁炉村、金台村、荻兴村、周正村、金山村、白杨村、兴荷村、樟树村、兴源村、祥源村、塘华村、白毛村、友谊村、官塘村、飞龙村、丛山村、汤家村、文泾村、镇郊村、新华村